# Sztumskie Przedmieście
Sztumskie Przedmieście, deutsch Hoppenbruch, ist eine Vorstadt südwestlich von Malbork, deutsch Marienburg. Hier befinden sich die Kirche des Heiligen Georg und das Jerusalemer Krankenhaus.